# Nagranie dźwiękowe rozmowy Hitlera z Mannerheimem

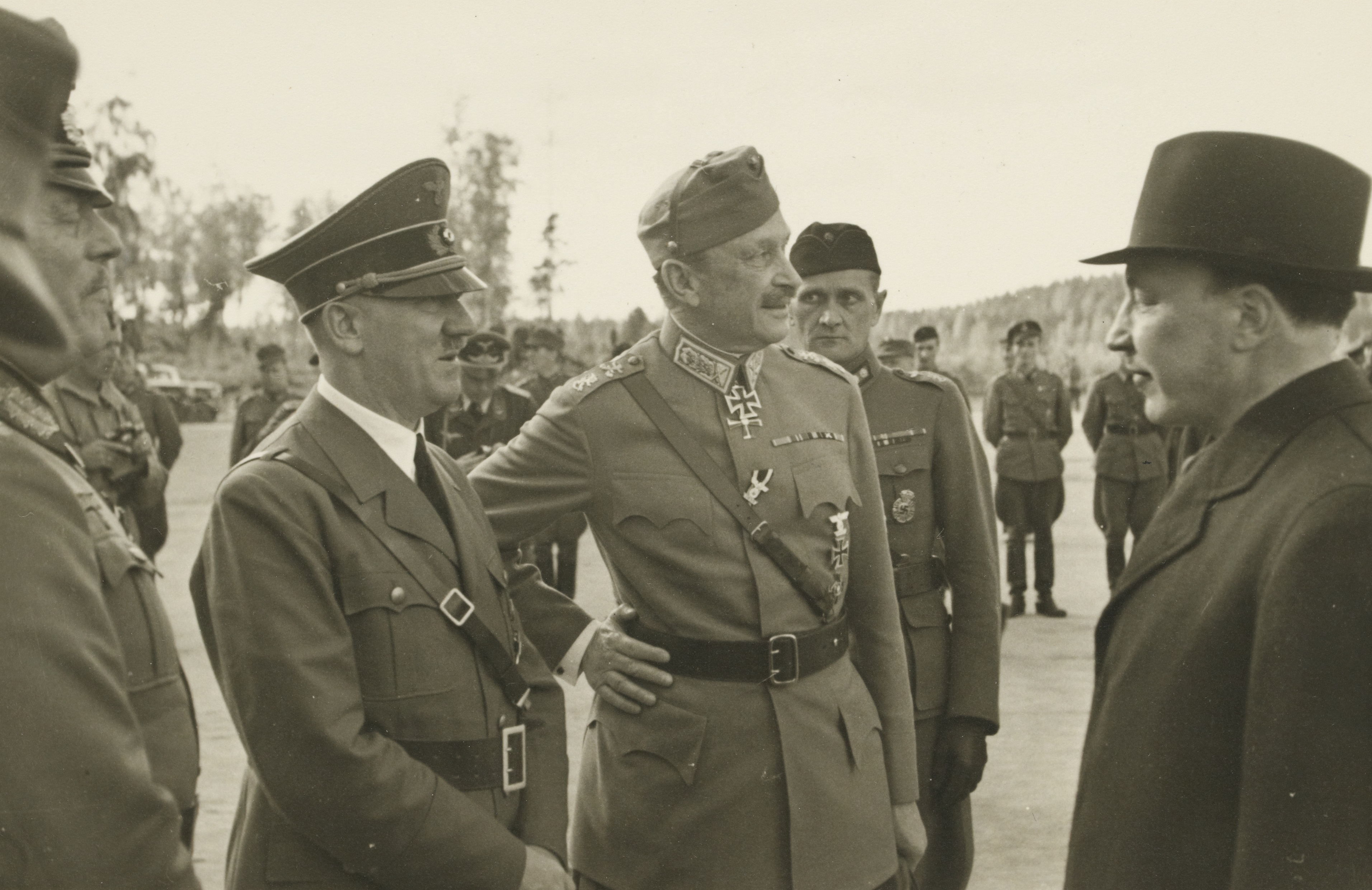
Od lewej: Wilhelm Keitel, Adolf Hitler, Carl Gustaf Emil Mannerheim i Risto Ryti na lotnisku Immola

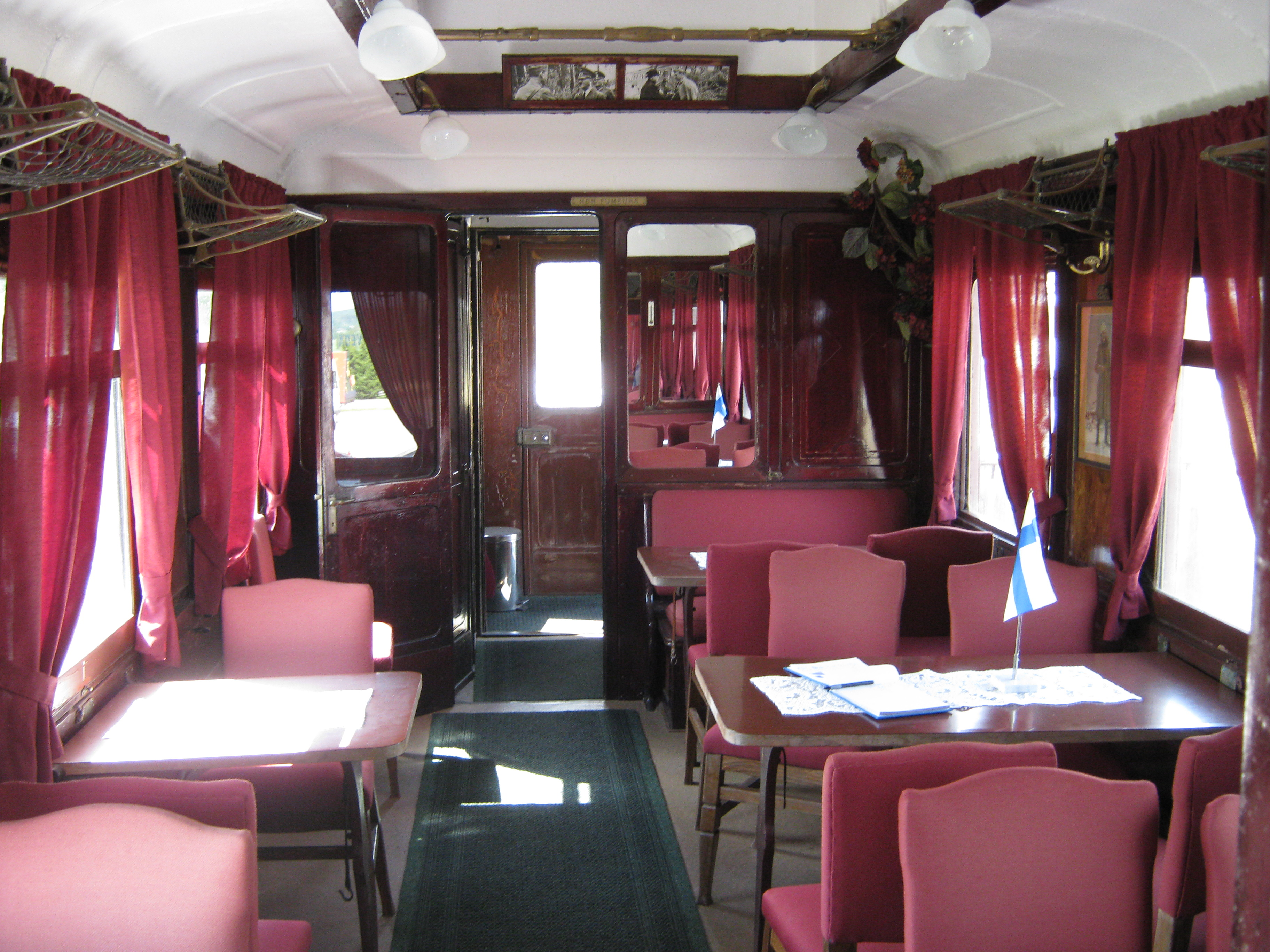
Wagon salonowy, w którym nagrano rozmowę Hitlera z Mannerheimem

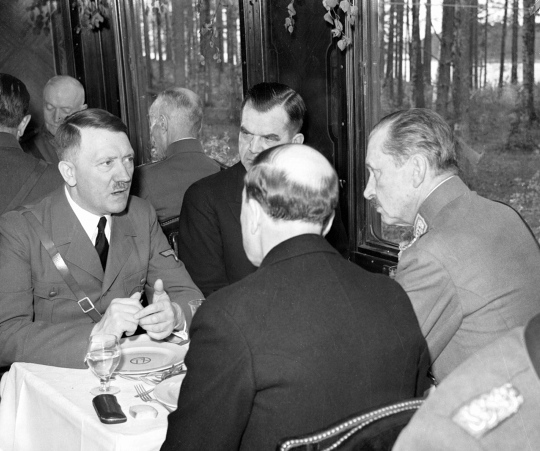
Hitler rozmawia z Mannerheimem. Uwagę zwraca kieliszek z alkoholem stojący przed Führerem

Nagranie dźwiękowe rozmowy Hitlera z Mannerheimem – nagranie prywatnej rozmowy kanclerza Rzeszy Adolfa Hitlera z marszałkiem Carlem Gustafem Emilem Mannerheimem, głównodowodzącym armii fińskiej, podczas wizyty z okazji 75. urodzin Mannerheima w dniu 4 czerwca 1942 roku. Thor Damen, inżynier dźwięku fińskiego nadawcy Yleisradio, którego zadaniem było nagranie oficjalnych przemówień, potajemnie nagrał pierwsze jedenaście minut rozmowy między Hitlerem a Mannerheimem. Nagranie jest jedynym znanym prywatnym zapisem rozmowy Führera.

## Wizyta Hitlera
W czerwcu 1941 roku nazistowskie Niemcy najechały Związek Radziecki. Pomimo początkowego spektakularnego sukcesu ataku, Armia Czerwona odparła Wehrmacht w bitwie pod Moskwą i udaremniła postęp wojsk niemieckich na wschód. Hitler wymagał od swoich sojuszników jak największej pomocy w niszczeniu sowieckiej machiny wojennej. W czerwcu 1942 roku niemiecki przywódca odwiedził Finlandię, aby oficjalnie złożyć gratulacje Mannerheimowi z okazji jego 75. urodzin. Hitler został przyjęty na lotnisku Immola i eskortowany przez prezydenta Finlandii Risto Rytiego oraz  innych wysokich rangą urzędników państwowych i wojskowych do osobistego pociągu Mannerheima w pobliżu miasta Imatra w południowo-wschodniej Finlandii, gdzie odbył się urodzinowy bankiet i rozmowy.

## Nagranie
Po zakończeniu oficjalnych powitań i przemówień Hitler i Mannerheim w towarzystwie innych niemieckich i fińskich urzędników weszli do prywatnego pociągu Mannerheima, gdzie w wagonie salonowym czekały na gości cygara, napoje i jedzenie. W tym samym wagonie znajdował się także duży i dobrze widoczny mikrofon umieszczony przez Thora Damena, który był odpowiedzialny za nagranie oficjalnego przemówienia Hitlera i urodzinowych życzeń dla Mannerheima.
Damen po zakończeniu oficjalnych przemówień kontynuował nagrywanie prywatnej rozmowy bez wiedzy Hitlera. Kiedy esesmani z ochrony Hitlera zauważyli to po jedenastu minutach, zażądali przerwania nagrania i zagrozili Damenowi gestami poderżnięcia gardła. Esesmani zażądali zniszczenia nagrania, ale Yleisradio zatrzymało taśmę w zapieczętowanym pojemniku obiecując, że nigdy jej nie ujawni. Taśma została przekazana szefowi Państwowego Biura Cenzury Kustaa Vilkuna i wróciła do Yleisradio w 1957 roku, które upubliczniło ją kilka lat później. Jest to jedyne znane nagranie sposobu mówienia Hitlera w nieoficjalnej rozmowie i jedno z niewielu nagrań, w których Hitler wyraża swoje opinie bez podnoszenia głosu w typowy dla siebie sposób.

## Treść rozmowy
Chociaż oficjalnym powodem wizyty Hitlera – co ogłoszono dopiero dzień wcześniej – był udział w przyjęciu urodzinowym Mannerheima, prawdziwym zamiarem Hitlera było zapewnienie lojalności Finów wobec Rzeszy Niemieckiej poprzez dalsze trwanie wojny radziecko-fińskiej, podkreślenie niebezpieczeństw bolszewizmu i zniechęcenie do sojuszu z Sowietami lub zachodnimi aliantami. Hitler chciał zapewnić sobie dalsze wsparcie Finlandii w swojej „krucjacie przeciwko bolszewizmowi”.
W nagranej rozmowie dominował Hitler, podczas gdy Mannerheim, fiński prezydent Risto Ryti i niemiecki feldmarszałek Wilhelm Keitel w większości milczeli. Omówił fiasko operacji Barbarossa, klęskę Włochów w kampanii afrykańskiej, inwazję na Jugosławię i Albanię, zdziwienie z powodu produkcji tysięcy czołgów przez Związek Radziecki oraz strategiczne obawy dotyczące rumuńskiej ropy naftowej. Starał się przedstawić strategię niemiecką jako konsekwentnie spójną, ale podkreślał też, że groźba ataku ze strony Związku Radzieckiego nie pozostawiała mu innego wyboru, jak tylko zaatakować go.
Poza podsumowaniem tego, co działo się podczas wojny na wschodzie, Hitler nie ujawnił żadnych planów na przyszłość, zwłaszcza o zbliżającej się ofensywie niemieckiej, o której Finowie zostali poinformowani dopiero dzień przed jej rozpoczęciem. Pomimo wizyty Hitlera i rewizyty Mannerheima, powtarzające się niepowodzenia militarne Rzeszy Niemieckiej w ciągu następnych sześciu miesięcy II wojny światowej doprowadziły do zdystansowania się Finów od sojuszu z Niemcami.

## Autentyczność
Po opublikowaniu nagrania pojawiły się wątpliwości co do jego autentyczności, gdyż głos Hitlera wydawał się niezwykle łagodny. Zdjęcia wykonane w dniu nagrania wykazały, że Hitler pił alkohol, co mogło mieć wpływ na jego głos. Esesman Rochus Misch, były ochroniarz i adiutant Hitlera, po wysłuchaniu nagrania wyraził podejrzenie, że może to być imitacja.
Niemiecki Federalny Urząd Śledczy zbadał później taśmę, a Stefan Gfroerer, kierownik laboratorium zajmującego się mową sądową i przetwarzaniem dźwięku, powiedział, że dla jego laboratorium „bardzo oczywiste” było, że był to głos Hitlera.

## Ciekawostki

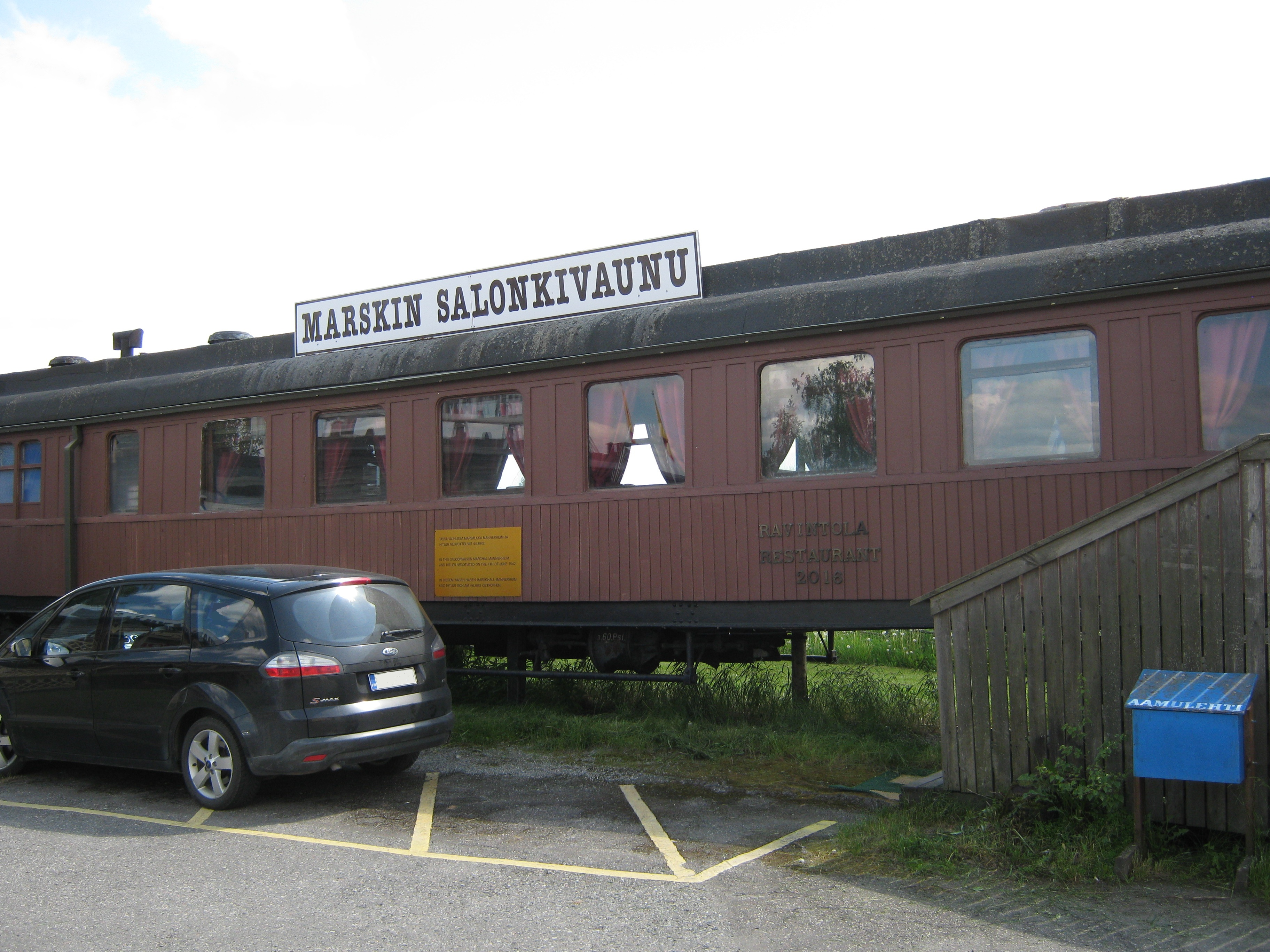
Wagon salonowy w Sastamala jest atrakcją turystyczną gminy

- Wagon salonowy Mannerheima, w którym odbyło się spotkanie z Hitlerem, jest wystawiony przed stacją benzynową Shell w pobliżu fińskiej drogi krajowej numer 12 w gminie Sastamala i jest otwarty dla zwiedzających od 1969 roku[10]. Natomiast prywatny pociąg, którego wagon był częścią, znajduje się w mieście Mikkeli i jest otwarty dla zwiedzających 4 czerwca każdego roku (w urodziny Mannerheima)[11].
- Nagranie zostało wykorzystane przez szwajcarskiego aktora Bruno Ganza podczas badania sposobu mówienia Hitlera, tak by lepiej przygotował się do roli dyktatora w filmie Upadek w reżyserii Olivera Hirschbiegela[7].